# Sidewalks (álbum)
Sidewalks es el tercer álbum de estudio de Brooklyn de la banda Matt & Kim. Será lanzado el 2 de noviembre de 2010, bajo el sello Fader Label.

## Lista de canciones[1]
1. Block After Block
2. AM/FM Sound
3. Cameras
4. Red Paint
5. Where You're Coming From
6. Good for Great
7. Northeast
8. Wires
9. Silver Tiles
10. Ice Melts